# Nicola (palatino)
Nicola (in ungherese Miklós; ... – dopo il 1215), fu un nobile ungherese che ricoprì per due volte la carica di palatino d'Ungheria  durante il regno di Andrea II d'Ungheria.

## Biografia

### Identificazione
Di origini incerte, secondo un documento reale emesso nel 1233, ebbe un figlio omonimo che ricoprì la carica di maestro del tesoro dal 1231 al 1235. Si esclude quindi con assoluta certezza che Nicola corrispondesse a Nicola Szák, fratello di Mojs I, entrambi aristocratici coevi.

### Palatino
Negli scritti dell'epoca, Nicola viene menzionato per la prima volta come bano di Slavonia nel 1200, quando Andrea, fratello di re Emerico deteneva il titolo reale di duca di Slavonia; si può quindi ipotizzare che Nicola fosse un fedele sostenitore di Andrea, che insorse contro il dominio del fratello più volte (si veda guerra dei fratelli). Secondo László Markó e autori di epoca precedente, Nicola ricoprì anche il ruolo di ispán del comitato di Zala tra il 1199 e il 1200, Tuttavia, lo storico Attila Zsoldos ha tenuto distinto il palatino da Nicola I di Transilvania, che fu anche bano di Slavonia nel 1199 e, secondo Zsoldos, pure ispán di diversi comitati come uomo fedele di Emerico. Il palatino Nicola fu menzionato come ispán alla corte del duca Andrea dal 1200 al 1202.
Nicola risultò il primo palatino al servizio di Andrea II, salito al trono ungherese nel 1205. Ricoprì inoltre l'incarico di ispán nel comitato di Újvár nel 1205, poi nel comitato di Nitra tra il 1205 e il 1207, e infine nel comitato di Szolnok nel 1207. Dal 1208 al 1210, svolse le funzioni di giudice reale, mentre ricoprì anche le cariche di ispán nel Pozsony (1208 e 1211-1212), e nel Kovin (rispettivamente nel 1208-1209 e nel 1209-1210). Dal 1212 al 1213 fu ispán del comitato di Sopron.
Nominato palatino per la seconda volta nel 1213, sostituì Bánk Bár-Kalán, che aveva partecipato all'assassinio di Gertrude di Merania. Le opere archeologiche scritte in precedenza dagli storici Mór Wertner e Gyula Pauler, affermavano che il periodo 1213-1214 fu il primo in cui Nicola Szák agì in veste di palatino. Divenne infine ispán del comitato di Csanád nel 1213 e ispán del comitato di Bodrog tra il 1214 e il 1215.